# Hany Mukhtar
Hany Abubakr Mukhtar (* 21. März 1995 in Berlin) ist ein deutscher Fußballspieler. Der Mittelfeldspieler steht seit Januar 2020 in der Major League Soccer beim Nashville SC unter Vertrag. 2022 wurde er zum besten Spieler der Saison gewählt.

## Herkunft
Mukhtars Vater kommt aus dem Sudan, seine Mutter ist Deutsche. Er wuchs in seiner Geburtsstadt Berlin auf.

## Karriere

### Vereine
Mukhtar begann 2000 beim FC Stern Marienfelde mit dem Fußballspielen und wechselte 2002 in die Jugendabteilung von Hertha BSC. Dort spielte er durchgehend bis zur gewonnenen B-Junioren-Meisterschaft im Finale gegen den VfB Stuttgart.
Im Juni 2012 verpflichtete er sich für die Dauer von drei Jahren bei Hertha BSC und kam zunächst bei den Amateuren zum Einsatz. In der Profimannschaft debütierte er am 26. September 2012 (7. Spieltag) beim 1:0-Sieg im Zweitligaheimspiel gegen Dynamo Dresden, als er in der 90. Minute für Ronny eingewechselt wurde.
Nach der Hinrunde der Saison 2014/15, in der er nicht in der Bundesliga zum Einsatz gekommen war, löste Mukhtar seinen Vertrag bei Hertha BSC auf und unterschrieb bei Benfica Lissabon einen bis 2020 gültigen Vertrag. Er gab sein Debüt für die B-Mannschaft von Benfica am 10. April 2015 im Spiel gegen GD Chaves in der Segunda Liga. Am letzten Spieltag debütierte er in der Primeira Liga, als er beim 4:1-Sieg gegen Marítimo Funchal und dem Gewinn der portugiesischen Meisterschaft in der 75. Spielminute für Eduardo Salvio eingewechselt wurde.
Am 28. August 2015 wechselte Mukhtar bis zum Ende der Saison 2015/16 auf Leihbasis in die österreichische Bundesliga zum FC Red Bull Salzburg. Sein Debüt für Salzburg gab er zwei Tage später beim 3:2-Ligasieg gegen den SK Sturm Graz. Sein erstes Tor in der Bundesliga schoss er am 17. Oktober 2015 (12. Spieltag), als er beim 8:0-Heimsieg gegen den FC Admira Wacker Mödling in der 86. Minute den Endstand erzielen konnte.
Zur Saison 2016/17 wurde Mukhtar in die dänische Superliga an Brøndby IF weiterverliehen. Im April 2017 unterschrieb er einen Vierjahresvertrag bei Brøndby IF, nachdem der Verein eine Kaufoption genutzt hatte.
Am 27. August 2019 gab das zur Saison 2020 neu in der nordamerikanischen Major League Soccer spielende Franchise Nashville SC die Verpflichtung Mukhtars bekannt. Er wurde zum ersten Designated Player der Franchisegeschichte und verblieb bis zum Jahresende bei Brøndby IF, bevor er am 1. Januar 2020 in die USA wechselte. Am Ende der Hauptrunde 2022 wurde er mit 23 Treffern in 33 Spielen zum ersten deutschen Torschützenkönig der MLS. Am 7. März 2024 gab der Verein im Vorfeld des Achtelfinalspiels gegen Inter Miami im CONCACAF Champions Cup bekannt, dass Mukhtars Vertrag bis 2026 verlängert wurde.

### Nationalmannschaft
Mukhtar durchlief ab der U15-Nationalmannschaft sämtliche Auswahlmannschaften des DFB bis zur U21.
Am 31. Juli 2014 wurde er mit der U-19-Nationalmannschaft Europameister. Beim 1:0-Sieg im Finale gegen Portugal erzielte er den einzigen Treffer. Am 15. Mai 2015 wurde er für die U20-Nationalmannschaft nominiert. Er erzielte bei der U-20-WM in Neuseeland vier Tore; die deutsche Auswahl schied jedoch bereits im Viertelfinale aus.
Sein Debüt in der U21-Nationalmannschaft gab er am 10. November 2016 beim 1:0-Sieg gegen die Auswahl der U21-Nationalmannschaft der Türkei in Berlin.

## Erfolge und Auszeichnungen

### Vereine
Hertha BSC
- Deutscher B-Jugend-Meister: 2012

Benfica Lissabon
- Portugiesischer Meister: 2015

FC Red Bull Salzburg
- Österreichischer Meister: 2016
- Österreichischer Cupsieger: 2016

Brøndby IF
- Dänischer Pokalsieger: 2018

Nashville SC
- Torschützenkönig: 2022
- MVP der Regular Season: 2022
- Wahl in die MLS Best XI: 2021, 2022, 2023

### Nationalmannschaft
- U19-Europameister: 2014